# 塩尻市立塩尻西部中学校
塩尻市立塩尻西部中学校（しおじりしりつ しおじりせいぶちゅうがっこう）は、長野県塩尻市宗賀にある公立中学校である。

## 沿革
- 1947年（昭和22年）4月1日 - 学制改革により、東筑摩郡洗馬村に洗馬中学校、宗賀村に宗賀中学校が設置される[1]。
- 1961年（昭和36年）6月28日 - 宗賀中学校と洗馬中学校が形式統合し、塩尻市立塩尻西部中学校が発足、それぞれ宗賀部校、洗馬部校となる[2]。
- 1964年（昭和39年）4月2日 - 新校地に校舎を統合[3]。
- 1997年（平成7年）10月 - 現在の校舎に移転[1]。

## 通学区域
上組、元町、芦ノ田、太田、岩垂、下小曽部、上小曽部、桔梗ヶ原、平出、床尾、洗馬、牧野、本山、日出塩、小井戸。

## 教育目標
- 観 （学びあう）

1. 分かりやすい授業
2. 確かな学力
3. 豊かな表現力

- 錬 （磨きあう）

1. 活気ある生徒会
2. 心も磨く清掃
3. 響き合う歌声

- 恕  （触れ合う）

1. 認め合う道徳・人権教育
2. 広がる地域連携
3. 様々な小中連携